# John Reinhardt
John Reinhardt fue un director de cine de austríaco que nació  en Viena, que entonces pertenecía al Imperio austrohúngaro, el 24 de febrero de 1901 y falleció en Berlín Occidental, Alemania Occidental, el 8 de agosto de 1953 luego de una intensa carrera artística.

## Filmografía
Director
- Briefträger Müller (1953)
- Man nennt es Liebe (1953)
- Chicago Calling (1952)
- The Assassin (1949)
- Sofia (1948)
- Open Secret (1948)
- For You I Die (1947)
- High Tide (1947)
- The Guilty (1947)
- Una novia en apuros  (1942)
- Último refugio  (1941)
- Tengo fe en ti (1940)
- El capitán Tormenta (1936)
- Captain Calamity (1936)
- De la sartén al fuego (1935)
- El día que me quieras (1935)
- Tango Bar (1935)
- Dos más uno dos (1934)
- Un capitán de Cosacos (1934)
- Granaderos del amor (1934)
- Yo, tú y ella (1933)

Guionista
- Man nennt es Liebe (1953)
- Chicago Calling (1952)
- The Assassin (1949)
- Tower of Terror (1941)
- Tengo fe en ti (1940)
- Mr. Moto in Danger Island (1939)
- Prescription for Romance (1937)
- Nada más que una mujer (1934)
- Un capitán de Cosacos (1934)
- Granaderos del amor (1934)
- Yo, tú y ella (1933)
- La ciudad de cartón (1934) (guionista)
- Primavera en otoño (1933)
- Juego limpio (1930)
- The Prince of Hearts (1929)
- The River Pirate (1928)

Productor
- The Assassin (1949) (productor)
- Sofia (1948) (productor)
- For You I Die (1947) (productor)
- Rascals (1938) (productor)

Actor
- We're in the Legion Now (1936) (sin acreditar) .... Ringleader
- Seis horas de vida (1932) (sin acreditar) .... Masher
- Der Tanz geht weiter (1930) .... Pat Hogan
- The Climax (1930) .... Pietro Golfanti
- Monsieur Le Fox (1930/III)
- The Prince of Hearts (1929) .... Prince Milan
- Love, Live and Laugh (1929) .... Mario
- Viennese Melody (1929)

Asesor técnico
- Lancer Spy (1937)

Banda sonora
- Un capitán de Cosacos (pieza: "Bésame la última vez") (1934)

## Televisión
Director, guionista y productor 
- Fireside Theatre (episodios, 1949-1950)
  - The Human Touch/The Assassin (1950) Episodio de TV (segmento The Assassin)
  - Anniversary/Jungle Terror (1950) Episodio de TV (segmento  Anniversary)
  - The Golden Ball/Just Three Words (1950) Episodio de TV (segmento  Just Three Words)
  - The Devil's Due/Rendezvous (1950) Episodio de TV (segmento  Rendezvous)
  - Sealed Orders/Battle Scene (1949) Episodio de TV (segmento  Battle Scene)